# 上海钢铁交易中心
上海钢铁交易中心，位于上海市宝山区，是中国大陆首个成立的以钢铁为主营项目的交易平台，成立于2013年5月31日。主要功能有钢铁产品的融资、销售，原料的采购和产业链的循环处理等，同时为钢铁行业上下游企业提供交易、资金、物流、加工、技术、信息等辅助。该机构的成立有有利于已成为世界第一大钢铁生产国的中国在钢铁行业获得更多的定价权和话语权，平衡国际钢材贸易市场。